# Corticium bargibanti
Corticium bargibanti är en svampdjursart som beskrevs av Claude Lévi 1983. Corticium bargibanti ingår i släktet Corticium och familjen Plakinidae.
Artens utbredningsområde är havet kring Nya Kaledonien. Inga underarter finns listade i Catalogue of Life.